# Nach van 't Limburgse Leed
In het jaar 2000 heeft een groep Venlonaren zich sterk gemaakt voor een jaarlijks terugkerend dialectfestival Nach van 't Limburgse Leed (Nacht van het Limburgse Lied) met als doel het publiek op een laagdrempelige manier in contact te brengen met streektaalmuziek en het Limburgse dialect. De Nach heeft als doel een goede bodem te leggen voor dialectmuzikanten. Dit door de mogelijkheid te geven om op te treden en daardoor de muzikant en tekstschrijver te prikkelen om verder te gaan met dialectwerk.
Verder reikt de stichting samen met de Stichting Veldeke Krink Venlo ieder jaar twee prijzen uit. De Prijs veur ’t Limburgse Leed (Prijs voor het Limburgse Lied) gaat naar een dialectzanger, zangeres of band die vernieuwend is bezig geweest met dialectmuziek. De prijs wordt sinds 2007 aangeboden door de Stichting O.B. De Woers. De Oeuvre-Priès van ’t Limburgs Leed (Oeuvre-Prijs van 't Limburgse Lied) gaat naar een persoon die zich al jaren inzet voor de dialectmuziek. De Oeuvre-Priès wordt mogelijk gemaakt door de dialectvereniging Stichting Veldeke Krink Venlo.
In 2007 deden dertig horecaondernemingen mee. Op verschillende podia stond een dwarsdoorsnede van de dialectmuziek die in Limburg te horen is. De ritmes varieerden van rap tot chanson en de dialecten van Wanssum tot Maastricht. De programmering was verspreid over de gehele nacht.
De Nach van 2007 telde ruim 35 bands en artiesten verdeeld over 37 locaties. Voor het eerst werd een Zuidlimburgse editie gehouden als de Nach in Gelaen een week later dan de Nach in Venlo gehouden. Op tien locaties in de Geleense binnenstad klonk Limburgse dialectmuziek. Dit bracht echter niet het gehoopte succes en de Geleense editie kreeg geen vervolg. In 2012 wordt een nieuwe poging gedaan om het festival ook in Zuid-Limburg van de grond te krijgen, ditmaal in Sittard. In 2014 werd er een derde locatie aan toegevoegd: de Maastrichtse wijk Wyck. In 2015 werd Sittard vervangen door Roermond.
De datums van de Nach van 't Limburgse Leed:
| Jaar | Datum        |
| ---- | ------------ |
| 2015 | 19 september |
| 2016 | 17 september |
| 2022 | 17 september |
| 2023 | 16 september |

## Jo Erens Priès
| Jaar | Winnaar           | Plaats     |
| ---- | ----------------- | ---------- |
| 2000 | Ton Engels        | Panningen  |
| 2001 | Marc Hermans      | Kerkrade   |
| 2002 | Arno Adams        | Belfeld    |
| 2003 | Pikkatrillaz      | Maastricht |
| 2004 | Peter Beeker      | Velden     |
| 2005 | Frans Pollux      | Venlo      |
| 2006 | Roger van Zundert | Roggel     |
| 2007 | Frans Hermans     | Schimmert  |
| 2008 | Maud Wilms        | Maasbracht |
| 2009 | Hans Emmen Trio   | Maastricht |
| 2010 | Fabrizio          | Maastricht |
| 2011 | Lex Uiting        | Venlo      |
| 2012 | Rebzjie           | Maastricht |
| 2013 | Roger Villevoye   | Maastricht |
| 2014 | Ivo Rosbeek       | Hoensbroek |
| 2015 | Kwante Hippe      | Venlo      |
| 2016 | Marleen Rutten    | Hunsel     |
| 2017 | Joep's Kapel      | Horst      |
| 2018 | Harold K          | Susteren   |
| 2019 | Fiorenza          | Gulpen     |
| 2022 | John Tana         | Maastricht |
| 2023 | Net Oet Bèd       | Reuver     |